# SA80
O SA80 é um fuzil de assalto calibre 5,56x45mm de fabricação britânica. Seu design é de configuração bullpup, com o carregador de munição atrás do gatilho.

## Desenvolvimento
A arma foi desenvolvida para substituir o SLR L1A1, que foi o fuzil de infantaria adotado pelo Reino Unido em 1954, após um esforço de padronização do calibre 7.62x51mm pela OTAN.
O Exército Britânico buscava um rifle mais curto e com calibre menor. O desenvolvimento do SA80 tem origens no rifle EM-2, que foi uma tentativa do Reino Unido de criar um rifle de infantaria que se enquadrasse em curtas e médias distancias. O rifle era revolucionário para a época, operando o sistema bullpup. O rifle EM-2 não foi adiante, porém seu design de mira e bullpup foi herdado para o SA80.
O SA80 (não levando esse nome em sua fase inicial de protótipos), é internamente parecido com o AR-18, com exemplos de primeiros protótipos que eram simplesmente AR18 convertidos para a configuração bullpup.
O L64/65, como viria a ser chamado, utilizava inicialmente o calibre 4,85×49mm de desenvolvimento britânico, depois passando a utilizar o 5.56x45mm, que seria o calibre padrão OTAN.

## Visão geral

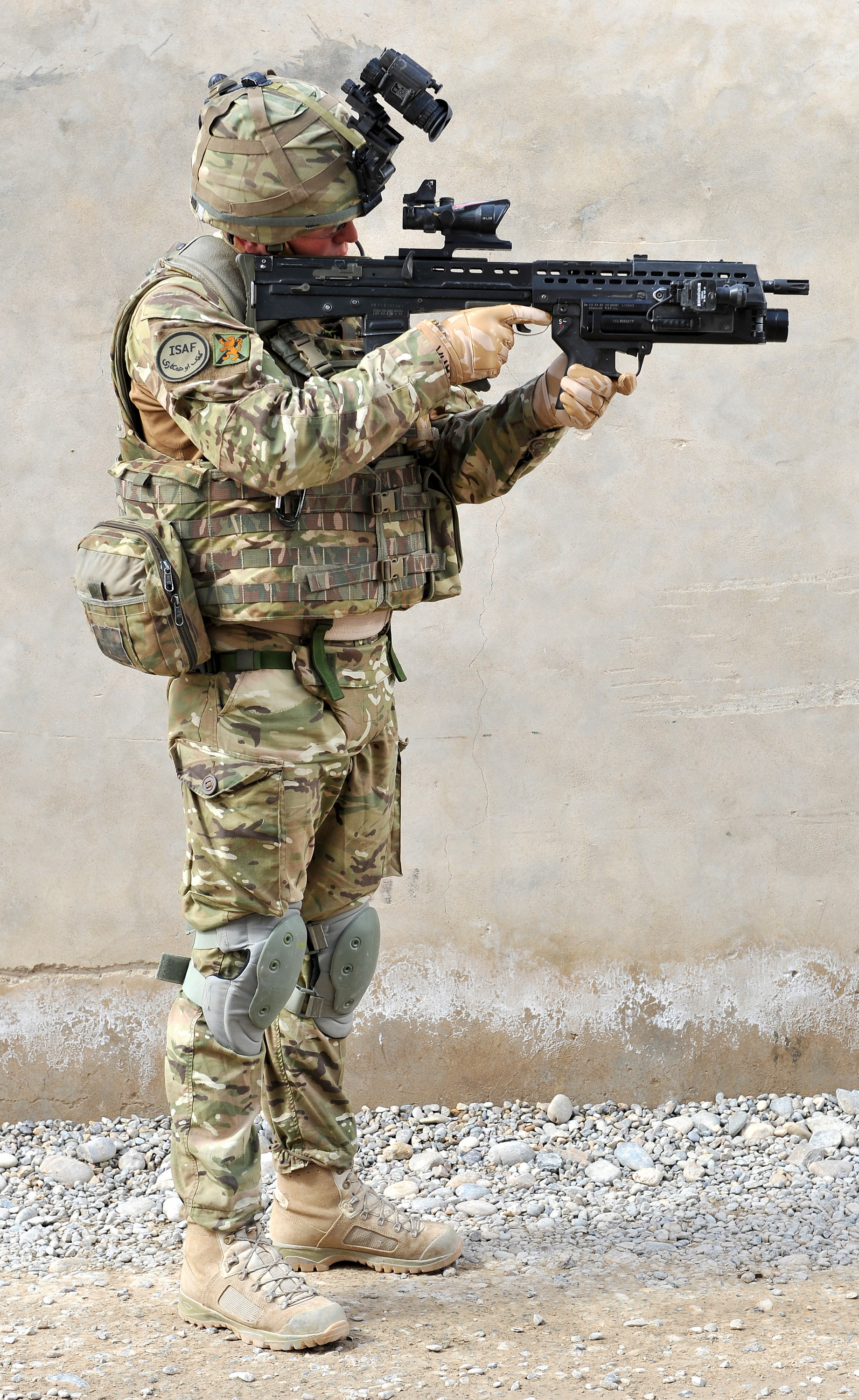
Um soldado britânico armado com seu SA80.

O primeiro protótipo do SA80 saiu em 1976 (versão A1); foi adotado como rifle padrão das Forças Armadas do Reino Unido em 1987.
Devido aos muitos problemas de projeto, uma nova versão, a A2, foi desenvolvida pela Heckler & Koch no início dos anos 2000 e permanece em serviço. A variante A3, foi apresentada pela primeira vez em 2018 com muitas melhorias.
O restante da família SA80 compreende o "L86 Light Support Weapon", o "L22 Carbine" de cano curto e o rifle "L98 Cadet".
O SA80 foi o último de uma longa linha de armas britânicas (incluindo a família Lee–Enfield) a vir da Royal Small Arms Factory, a instalação nacional de desenvolvimento e produção de armas em Enfield Lock ao Norte de Londres.
É atualmente a arma padrão da infantaria do Reino Unido. É esperado que fique no serviço ativo até 2025.

## Variantes
Existem quatro variantes principais que compõem a família SA80:
- L85 Rifle
- L86 Light Support Weapon
- L22 Carbine
- L98 Cadet rifle

### Cadet General Purpose Rifle
O L98 Cadet General Purpose (GP) Rifle é usado para treinamento de armas por organizações de cadetes patrocinadas pelo MOD, como a Army Cadet Force, o Sea Cadet Corps e o Air Training Corps. A versão L98A1 foi introduzida em 1987 para substituir os rifles Lee–Enfield nº 4 em .303 British e as armas .303 Bren (que não haviam sido substituídas pelo SLR devido ao peso e recuo dessa arma serem demais para jovens cadetes; o rifle GP não tinha nenhum desses problemas, e sua adequação para uso de cadete foi realmente enfatizada na documentação oficial.)
Era semelhante ao L85A1, mas não tinha os componentes de gás, em vez de ser uma arma de disparo único operada manualmente, com uma peça de extensão do cabo de armar montada no lado direito da arma para esse propósito. Também era distinguível pela ausência de um quebra-chamas e apenas por ser equipado com miras de ferro ajustáveis. O rifle L98A1 começou uma desativação em fases no início de 2009 em favor da versão L98A2 atualizada; ele é virtualmente idêntico ao rifle L85A2, exceto pela ausência de capacidade totalmente automática e uma mira de lâmina frontal simples sem uma inserção de trítio.
Ambas as variantes do rifle Cadet GP também têm uma versão para fins de treinamento designada como L103, usada para ensinar aos cadetes os fundamentos da arma que estão manuseando e para o exercício do rifle; esta variante SA80 foi modificada de modo a torná-la uma arma desativada e tornar a reativação subsequente não econômica. Ele pode ser diferenciado de armas ativas pelo uso de uma "bochecha" de coronha branca e tampa superior do guarda-mão, o conjunto do porta-ferrolho sendo pintado de vermelho e as letras 'DP' ("Drill Purpose") presentes na parte traseira da arma.